# Above the Law
Above the Law ist eine Hip-Hop-Band, die Ende des Jahres 1987 von Cold 187um (Gregory Hutchinson), KMG the Illustrator (Kevin Dulley), K-Oss (Anthony Stewart) und Go Mack (Arthur Goodman) in Pomona, Kalifornien gegründet wurde. Sie gilt als Mitbegründer des G-Funk. 1990 wurde ihr erstes Album Livin’ Like Hustlers bei Ruthless Records, dem Label von Eazy-E, veröffentlicht. Das Album wurde von Cold 187um, Dr. Dre und Laylaw produziert und gilt als Hip-Hop-Klassiker. Mit der Single Murder Rap gelang der Band der Durchbruch.
Go Mack verließ die Gruppe kurze Zeit nach dem Erscheinen der LP Uncle Sam’s Curse. Nach dem Tod Eazy-Es verließen Above the Law Ruthless Records und unterschrieben einen Plattenvertrag mit Tommy Boy Records, wo sie 1996 das Album Time Will Reveal veröffentlichten. Nach dem Folgealbum Legends gründeten sie ihr eigenes Label West World Records. Am 7. Juli 2012 verstarb KMG unter ungeklärten Umständen.

## Diskografie

### Studioalben
| Jahr | Titel                         | Höchstplatzierung, Gesamtwochen, AuszeichnungChartsChartplatzierungen (Jahr, Titel, Platzierungen, Wochen, Auszeichnungen, Anmerkungen) | Anmerkungen                            |
| Jahr | Titel                         | US | Anmerkungen                            |
| ---- | ----------------------------- | --- | -------------------------------------- |
| 1990 | Livin’ Like Hustlers          | US75 (16 Wo.)US | Erstveröffentlichung: 22. Februar 1990 |
| 1993 | Black Mafia Life              | US37 (7 Wo.)US | Erstveröffentlichung: 2. Februar 1993  |
| 1994 | Uncle Sam’s Curse             | US113 (13 Wo.)US | Erstveröffentlichung: 10. Juli 1994    |
| 1996 | Time Will Reveal              | US80 (2 Wo.)US | Erstveröffentlichung: 22. Oktober 1996 |
| 1998 | Legends                       | US142 (2 Wo.)US | Erstveröffentlichung: 16. Februar 1998 |
| 1999 | Forever: Rich Thugs, Book One | — | Erstveröffentlichung: 26. Oktober 1999 |
| 2009 | Sex, Money & Music            | — | Erstveröffentlichung: 27. Februar 2009 |

### EPs
| Jahr | Titel           | Höchstplatzierung, Gesamtwochen, AuszeichnungChartsChartplatzierungen (Jahr, Titel, Platzierungen, Wochen, Auszeichnungen, Anmerkungen) | Anmerkungen                         |
| Jahr | Titel           | US | Anmerkungen                         |
| ---- | --------------- | --- | ----------------------------------- |
| 1995 | Vocally Pimpin’ | US120 (4 Wo.)US | Erstveröffentlichung: 16. Juli 1991 |

### Singles
- 1990: Murder Rap
- 1990: Untouchable
- 1991: 4 the Funk of It
- 1993: V.S.O.P.
- 1993: Call It What You Want
- 1994: Black Superman
- 1994: Kalifornia
- 1996: 100 Spokes
- 1996: City of Angels
- 1996: Endonesia
- 1998: Adventures of…
- 1998: Streets
- 2002: Sex, Money & Music / Ghetto Platinum